# Luftfilter

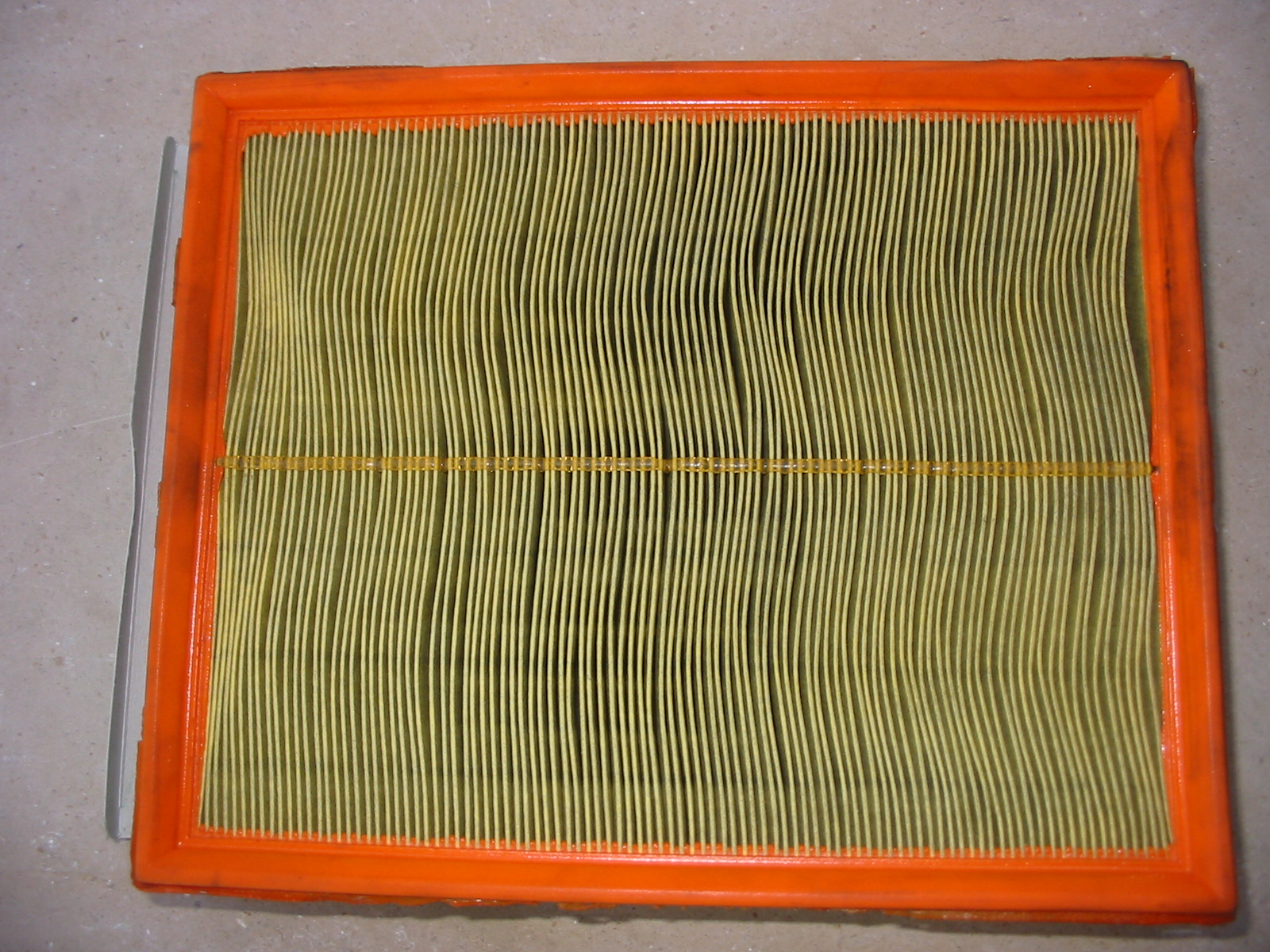
Luftfilter eines Opel Astra von oben = saubere Seite

Als Luftfilter werden alle Abscheider bezeichnet, die Aerosole bzw. unerwünschte Schwebstoffe wie Krankheitserreger, Pollen, Stäube oder Gase aus der Luft herausfiltern.
Genauer handelt es sich dabei meist um filternde Abscheider, die in einem filternden Medium Substanzen aus der Luft entfernen – eine Sonderform sind hierbei Elektrofilter, die nicht zu den filternden Abscheidern im engeren Sinn zählen. Als Filtermedium (Kollektoren) kommen meist Fasern oder Körner zum Einsatz. Es wird in Faserschichtfilter, Schüttschichtfilter und Filter mit festem Medium (seltener, wie Sinterschichten, Keramik) unterschieden. Allen Filtern gemein ist der relativ hohe Energieeinsatz, der zur Erreichung des Filterziels notwendig ist.

## Trockenfilter

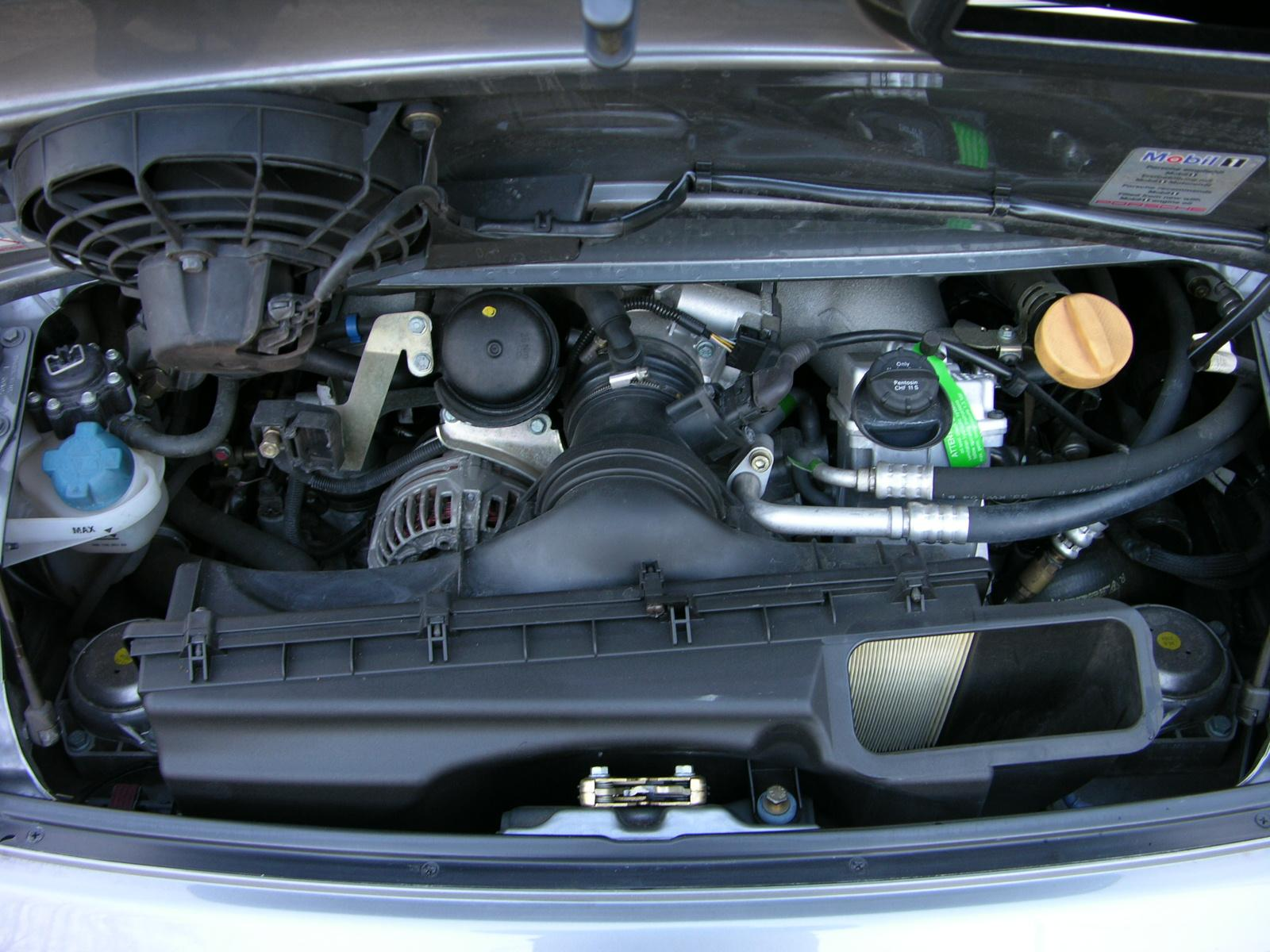
Luftfilter (unten rechts) für die Ansaugluft im Motorraum eines Porsche 996 GT3.

Der Trockenfilter entstand im 20. Jahrhundert und ist beispielsweise in der Fahrzeugindustrie als Luftfilter weit verbreitet. Ein papierähnliches Gewebe als Filterelement teilt hierbei ein umgebendes Gehäuse in zwei Teilräume. Das Filtergewebe ist häufig zickzackförmig gefaltet, planar oder entlang einer Zylinderfläche, um eine große Filterfläche auf kleinem Raum, geringen Strömungswiderstand bei hoher Standzeit zu erreichen. Typisch sind für den einmaligen Gebrauch bestimmte, von außen nach innen wirkende Filter als zylindrische Einsätze in ein als Filterbox bezeichnetes Gehäuse, oder in der Ebene als gerahmter Fächer, als Filtermatte, in einem von unten nach oben durchströmten Luftfilterkasten, sodass Schwerkraft abscheidend wirken kann. Nach dem aktuellen Stand der Technik (DIN 1946-3 und VDI 6032) sind Innenraumfilter für Kraftfahrzeuge spätestens nach 24 Monaten, unter besonderen Bedingungen bereits halbjährig zu wechseln, die umgebenden Gehäuse bei jedem Filterwechsel hygienisch zu reinigen.
Glatte Schaumstoff-Trockenfilter ergänzen – insbesondere als Vorfilter – den Einsatzumfang der einfach herzustellenden, preisgünstigen, papierbasierten Luftfilter. Trotz geringerer spezifischer Filterwirkung von Schaumstoff gegenüber Papier ergibt sich ein Vorteil durch eine gewisse Beständigkeit gegenüber mechanischer oder chemischer Reinigung. Ihr Einsatz ist typisch für ein Umfeld mit hoher Staubbelastung.

### Austauschintervalle
Die Lebensdauer von Trockenfiltern wird technisch bestimmt durch deren sukzessiv zunehmende Verschmutzung, die Durchlässigkeit, Wirkungsgrad und auch Funktion verschlechtert. Unter ungünstigen Umgebungsbedingungen kann jedoch auch ein das Wachstum von Bakterien und Pilzen ermöglichendes Milieu entstehen, so einen vorzeitigen Austausch aus hygienischen Gründen erforderlich machen.

## Flüssigkeitsfilter
Bei Flüssigkeitsfiltern, auch als Nassluftfilter bezeichnet, erfolgt die Abscheidung von Luftverunreinigungen in eine Flüssigkeit. Grundsätzlich wird zwischen Ölbadluftfiltern und ölgetränkten Filtern unterschieden.

### Ölgetränkte Filter

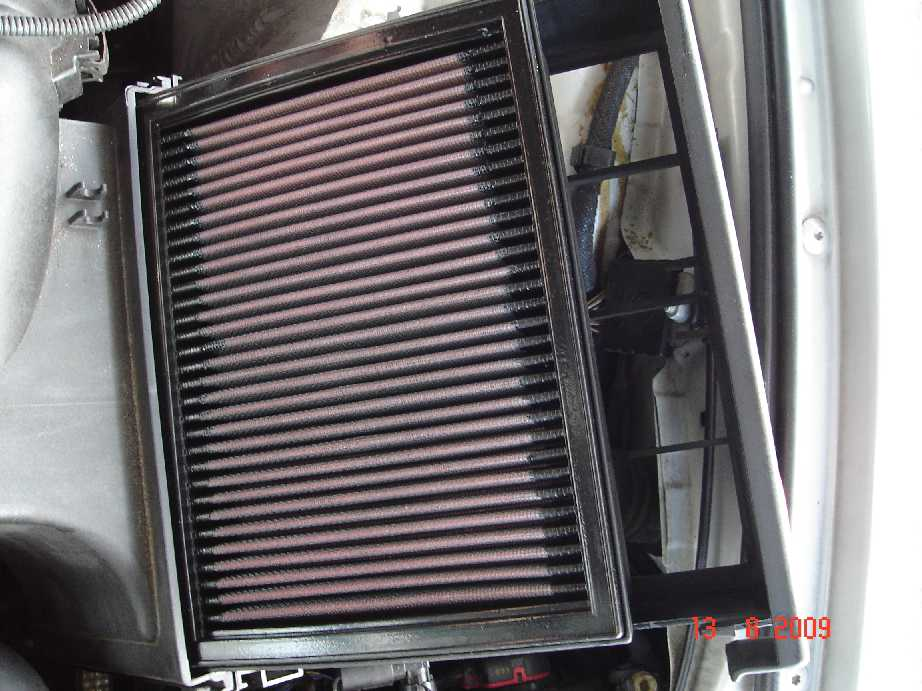
Baumwoll-Sportluftfilter bei einem BMW E39

Der ölgetränkte Stahlnetz-Luftfilter oder auch Ölnetzfilter fand mitunter bei Motorrädern wie z. B. bei der BMW R 25/3, bei älteren Vespa-Rollern, den meisten Simson-Mokicks, oder auch in älteren PKW und Traktoren Verwendung. Diese Filter bestehen aus vielen Lagen Stahlstreifen, die netzartig übereinander gelegt werden. Stahlnetz-Luftfilter werden mit Motorenöl getränkt, wodurch sich beim Ansaugen die Staubpartikel des Luftstromes an dem Öl festsetzen. Dadurch erreicht man eine grobe bis mittelfeine Filterung der Ansaugluft. Dieses mit Öl getränkte Stahlsieb kann man mit Waschbenzin o. Ä. reinigen bzw. auswaschen und somit wieder von dem Staub befreien. Nach dem Reinigen muss der Filter wieder mit Öl getränkt werden.
Von einigen Herstellern wie beispielsweise K&N gibt es für viele PKW- und Motorrad-Fabrikate spezielle Austauschluftfilter, welche die originalen Luftfilter ersetzen. Die Besonderheit ist, dass es sich hierbei um sogenannte „Dauerluftfilter“ handelt, die laut Hersteller bis zu 100.000 km ohne Reinigung eingesetzt und nach der Reinigung wieder eingeölt und erneut verwendet werden können. Bei dem Material handelt es sich um mit speziellem Filteröl getränkte Baumwolle, wodurch der Filter im Gegensatz zum Stahlnetz-Luftfilter auch feine und feinste Partikel zurückhält. Um der Veränderung des Luftdurchsatzes Rechnung zu tragen, ist bei älteren Vergasermotoren die Gemischeinstellung anzupassen. Bei Fahrzeugen aktuelleren Baujahres mit Einspritzung wird die Luftmenge, bzw. -masse über den Luftmengen, bzw. Massenmesser erfasst. Eine manuelle Gemischeinstellung ist hier dann nicht mehr erforderlich. Gerade bei Motorumbauten ist eine Kontrolle der Filterleistung zwingend erforderlich.

## Zyklonfilter
Bei Kraftfahrzeugen, die häufig in staubiger Umgebung arbeiten (wie z. B. Landmaschinen oder Nutzfahrzeuge), wird eine Variante des Fliehkraftabscheiders als Vorfilter vor dem eigentlichen Luftfilter eingesetzt. Der sogenannte Zyklonfilter entfernt Staub und Wasser und entlastet so den eigentlichen Luftfilter. Dies trägt zu einer deutlichen Standzeiterhöhung des gesamten Filtersystems bei.
Diese Filter gibt es in zwei Varianten:
- manuelle Entleerung der Fremdkörper, die in einem Sammelbehälter gesammelt werden
- automatische Entleerung bei Stillstand durch Ventile oder im Betrieb mittels durch den Luftstrom angetriebenen Impeller

## Elektrofilter
Elektrofilter werden z. B. in stationären Großanlagen wie Kraftwerken (Rauchgasfilter) oder Zechen (Kompressorschutzfilter) benutzt. Des Weiteren finden Elektrofilter kleinerer Bauform ihren Einsatz bei der Abscheidung von Aerosolen, wie sie z. B. bei der Metallbe- und Metallverarbeitung durch Kühlschmierstoffe entstehen (drehen, schleifen, stoßen etc.) – ungefähr 50 % der in der Praxis metallbe- und metallverarbeitender Betriebe eingesetzten Abscheider sind elektrostatische Abscheider unterschiedlichster Bauformen.
In Elektrofiltern werden Staubpartikel bzw. Aerosole elektrostatisch aufgeladen und an den Elektrodenflächen abgeschieden. Die Verschmutzung wird z. B. durch getaktete Abklopfzyklen und nachfolgendes maschinelles Entfernen der in Trichtern aufgefangenen Stäube über Rohrförderschnecken beseitigt. Bei flüssigen Bestandteilen und oft auch bei ungiftigen Stäuben erfolgt ein regelmäßiges maschinelles Spülen der Elektrodenflächen. Nachteil von Elektrofiltern ist die mangelnde Betriebssicherheit: bei Ausfall der Hochspannungsversorgung werden in aller Regel hohe Mengen Schadstoffe ungefiltert durchgeleitet, was prozesstechnisch beachtet und ggfs. durch andere Maßnahmen vermieden werden muss. Vorteil von Elektrofiltern ist der Betrieb nahezu ohne Verbrauchsmaterialien (z. B. Filtereinsätzen) im Vergleich zu filternden Abscheidern (mechanischen Filtern mit Filtereinsätzen).
Hersteller großer Elektrofilter sind die GEA Bischoff GmbH in Essen und die ELEX AG in Schwerzenbach in der Schweiz. Hersteller von kleineren Elektrofiltern sind die Hengst SE (Münster) und ILT Industrie-Luftfiltertechnik GmbH (Ruppichteroth).

## Schlauchfilter

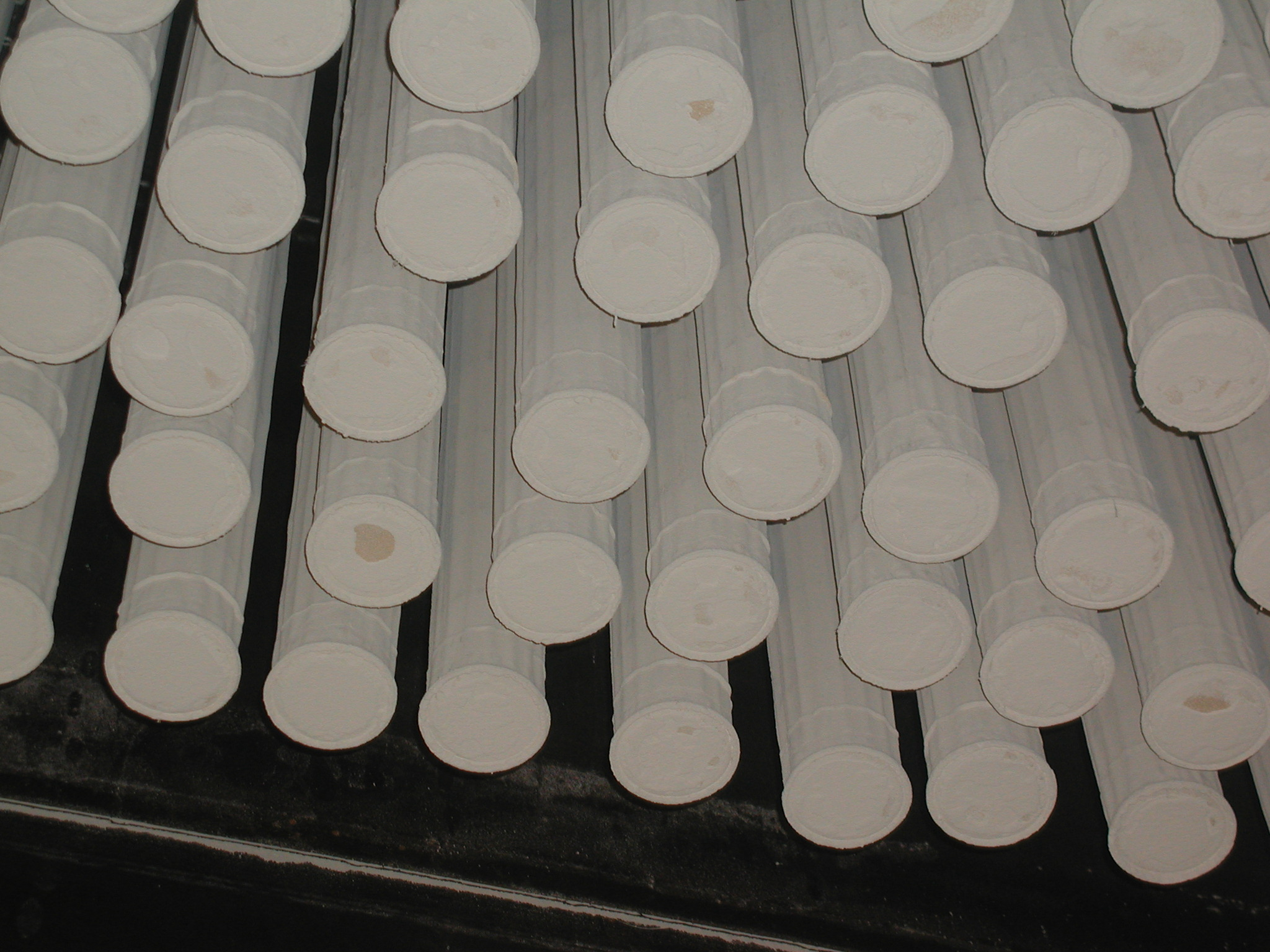
Schlauchfilter (Blick von unten)

Alternativ zu Elektrofiltern werden in industriellen Anwendungen Schlauchfilter eingesetzt. Diese sind Filter, die mit einer Vielzahl von durch Drahtkörben stabilisierte einzelnen Filterschläuchen ausgerüstet sind. Die Filterschläuche hängen senkrecht nach unten; an ihrer zylindrischen Außenseite sammelt sich der Staub und es bildet sich ein Filterkuchen. Auch diese Filter werden entweder gemäß ihrem Verschmutzungsgrad (per Überwachung der Druckdifferenz, d. h. druckgesteuert) oder nach einer gewissen Zeit (zeitgesteuert) abgereinigt, indem ein kurzer Druckluftimpuls entgegen der Strömungsrichtung in die Filterschläuche eingeleitet wird („pulse jet Abreinigung“) oder die Strömungsrichtung in der Filteranlage umgekehrt wird („reverse air Abreinigung“). Hierdurch wird der Filterkuchen von den Schläuchen abgeworfen und das Filtermaterial wieder für längere Zeit durchlässig. Die Filterschläuche sind Verschleißteile, ihre Standzeit reicht je nach Prozess und verwendetem Filtermaterial von wenigen Tagen bis zu mehr als zehn Jahren. In der Regel werden die Filterschläuche in dieser Zeit mehrere zehn- bis hunderttausend Mal abgereinigt. Der von den Filterschläuchen herabfallende Staub wird in Trichtern aufgefangen und über Rohrschneckenförderer oder Zellenradschleusen aus dem System entfernt und anschließend entsorgt oder den folgenden Prozessen (z. B. Feuerung, Zementherstellung) zugegeben.
Die sogenannten STEAG-Steine, mit einem Aussehen ähnlich den Kalksandsteinen, sind zu hohen Anteilen mit Zement verbackene Filterstäube aus Kraftwerken und Heizkraftwerken.

## Filterklassen
Luftfilterklassen werden aktuell nach ISO 16890 definiert, die im Dezember 2016 eingeführt und nach einer Übergangsphase Mitte 2018 die EN 779 ersetzte. Die ISO 16890 klassifiziert Luftfilter nach dem gemessenen Fraktionsabscheidegrad in
- PM10 (≤10 µm, den Kehlkopf passierender Feinstaub, ca. 72 Gewichtsprozent in Großstadtluft)
- PM2,5 (≤2,5 µm, alveolengängiger Feinstaub, Sporen, ca. 9 Gew.% in Großstadtluft)
- PM1 (≤1 µm, Zellmembran der Lungenbläschen durchdringende Feinstäube, Bakterien, ca. 3 Gew.% in Großstadtluft).

Die Luftfilterklassen gemäß EN 779 sind zwar noch weit verbreitet, seit Einführung der ISO 16890 allerdings veraltet. Die Filterklassen nach EN 779 umfassten die Grobstaub-Klassen G1 bis G4, die Feinstaub-Klassen M5 bis M6 sowie von F7 bis F9.

## Phasen der Filtration
- Tiefenfiltration: Partikel werden durch Trägheit, Diffusion, Elektrostatik oder Siebeffekt im Filtermedium positioniert (Verstopfungsphase)
- Kuchen-/Oberflächenfiltration: Aufbau eines Filterkuchens, welcher selbst als hocheffizientes Filtermedium wirkt. Die Abscheidung erfolgt in dieser Phase vornehmlich durch den Sperreffekt.

## Anwendung
Luftfilter werden beispielsweise eingesetzt
- in Kraftfahrzeugen mit Otto- oder Dieselmotor, um die Verbrennungsluft vor dem Ansaugen in den Vergaser oder die Zylinder zu reinigen,
- in der staubemittierenden Industrie (z. B. Papier, Zement) (Umweltschutz),
- in Lüftungsanlagen, um Schadstoffe von Wohnungen fernzuhalten (siehe auch Kontrollierte Wohnraumlüftung)
- in Staubsaugern, um die angesaugte Luft möglichst vollständig zu reinigen,
- in der metallbe- und -verarbeitenden Industrie zur Entfernung von Öl- und Emulsionsnebel an Werkzeugmaschinen (Ölnebelabscheider)  u. v. m.